# Oxford Analytica
Oxford Analytica er et britisk internationalt konsulent- og analysebureau. Det blev etableret i 1975 af David Young, en amerikansk ansat i USA's nationale sikkerhedsråd.